# Stenobothrus croaticus
Stenobothrus croaticus is een rechtvleugelig insect uit de familie veldsprinkhanen (Acrididae). De wetenschappelijke naam van deze soort is voor het eerst geldig gepubliceerd in 1933 door Ramme.
1. ↑  (en) Stenobothrus croaticus op de IUCN Red List of Threatened Species.